# Fortierville
Fortierville es un municipio canadiense situado en la provincia de Quebec.

## Superficie
Fortierville tiene una superficie de 44,55 km².

## Demografía
En 2021, tenía 660 habitantes, una densidad poblacional de 14,8 hab./km², y 301 viviendas.